# Universität Verona

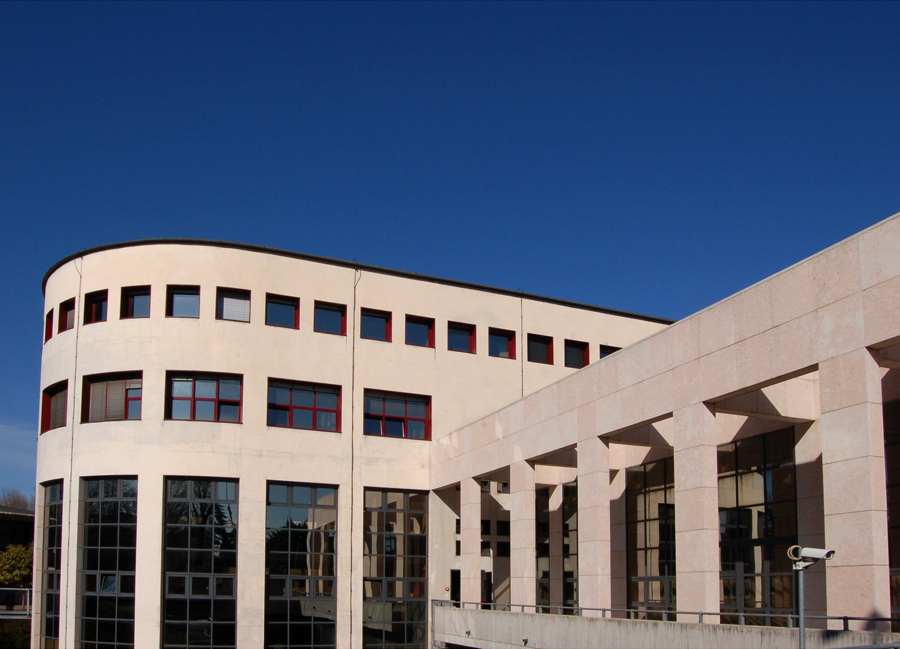
Universität Verona, Polo Zanotto

Die Universität Verona (italienisch: Università degli Studi di Verona) ist eine staatliche italienische Universität in der Stadt Verona.
Die Universität Verona wurde 1982 gegründet und umfasst 15 Departments. Außenstellen befinden sich unter anderem in Legnago, Vicenza und Rovereto.

## Abteilungen
- Biotechnologie
- Chirurgie
- Betriebswirtschaft
- Philologie, Literatur und Linguistik
- Philosophie, Pädagogik und Psychologie
- Informatik
- Sprach- und Literaturwissenschaften
- Medizin
- Pathologie und Diagnostik
- Öffentliche Gesundheit
- Lebens- und Fortpflanzungswissenschaften
- Wirtschaftswissenschaften
- Rechtswissenschaften
- Neurologie, Neurophysiologie, Morphologie und Bewegungswissenschaften
- Zeit, Raum, Bild, Gesellschaft